# Indie na Zimowych Igrzyskach Olimpijskich 2002
Indie na Zimowych Igrzyskach Olimpijskich 2002 reprezentował jeden zawodnik – saneczkarz Shiva Keshavan. Były to drugie zimowe igrzyska olimpijskie, w których wzięli udział reprezentanci Indii.

## Wyniki
Shiva Keshavan zajął 33. miejsce w gronie 48 zawodników w konkurencji saneczkarskich jedynek. Do zwycięzcy, Armina Zöggelera z Włoch stracił 7,042 s.
| L.p. | zawodnik       | I przejazd (miejsce) | II przejazd (miejsce) | III przejazd (miejsce) | IV przejazd (miejsce) | czas     | strata |
| ---- | -------------- | -------------------- | --------------------- | ---------------------- | --------------------- | -------- | ------ |
| 1.   | Armin Zöggeler | 0:44,546 (1)         | 0:44,521 (2)          | 0:44,296 (2)           | 0:44,578 (1)          | 2:57,941 | —      |
| 33.  | Shiva Keshavan | 0:45,881 (27)        | 0:45,977 (31)         | 0:46,700 (40)          | 0:46,425 (31)         | 3:04,983 | +7,042 |